# Velké Kolo
Velké Kolo (též Horní Kolo nebo Hořejší Kolo) je zaniklá tvrz jihozápadně od vsi Oboz u Nalžovic v okrese Příbram ve Středočeském kraji. Nachází se v katastrálním území Nalžovické Podhájí na vrchu Hradiště. Z tvrze se dochovalo tvrziště chráněné jako kulturní památka.

## Historie
Zakladateli malého hrádku mohli být někdy po roce 1322 Rožmberkové. Tvrz zanikla během patnáctého století. Základy budovy a zlomky keramiky zde odkryli při archeologickém výzkumu v letech 1950–1951 Bohuš Kareš a Libuše Jansová.

## Stavební podoba
Tvrz stála na vrcholu kopce v nadmořské výšce 386 metrů a zůstalo po ní tvrziště s průměrem asi 45 metrů. Obklopuje je šest metrů široký příkop, který je na třech místech přerušen. Není jasné, zda některé z přerušení souvisí s původním vstupem, nebo byl příkopu zasypán až po zániku objektu. Podél příkopu vede 168 metrů dlouhý val. Val převyšuje dno příkopu o dva metry, zatímco centrální pahorek o tři metry. V jádru tvrziště se v podobě prohlubní dochovaly dva relikty budov. Prohlubeň na západní straně je oválná s největšími rozměry 9 × 12 metrů. Relikt v jihovýchodní části pahorku měří 13,5 × 8,5 metru a jsou v něm patrné základy kamenného zdiva.

## Přístup
Lokalita je porostlá lesem a volně přístupná po lesních cestách.